# Dolla

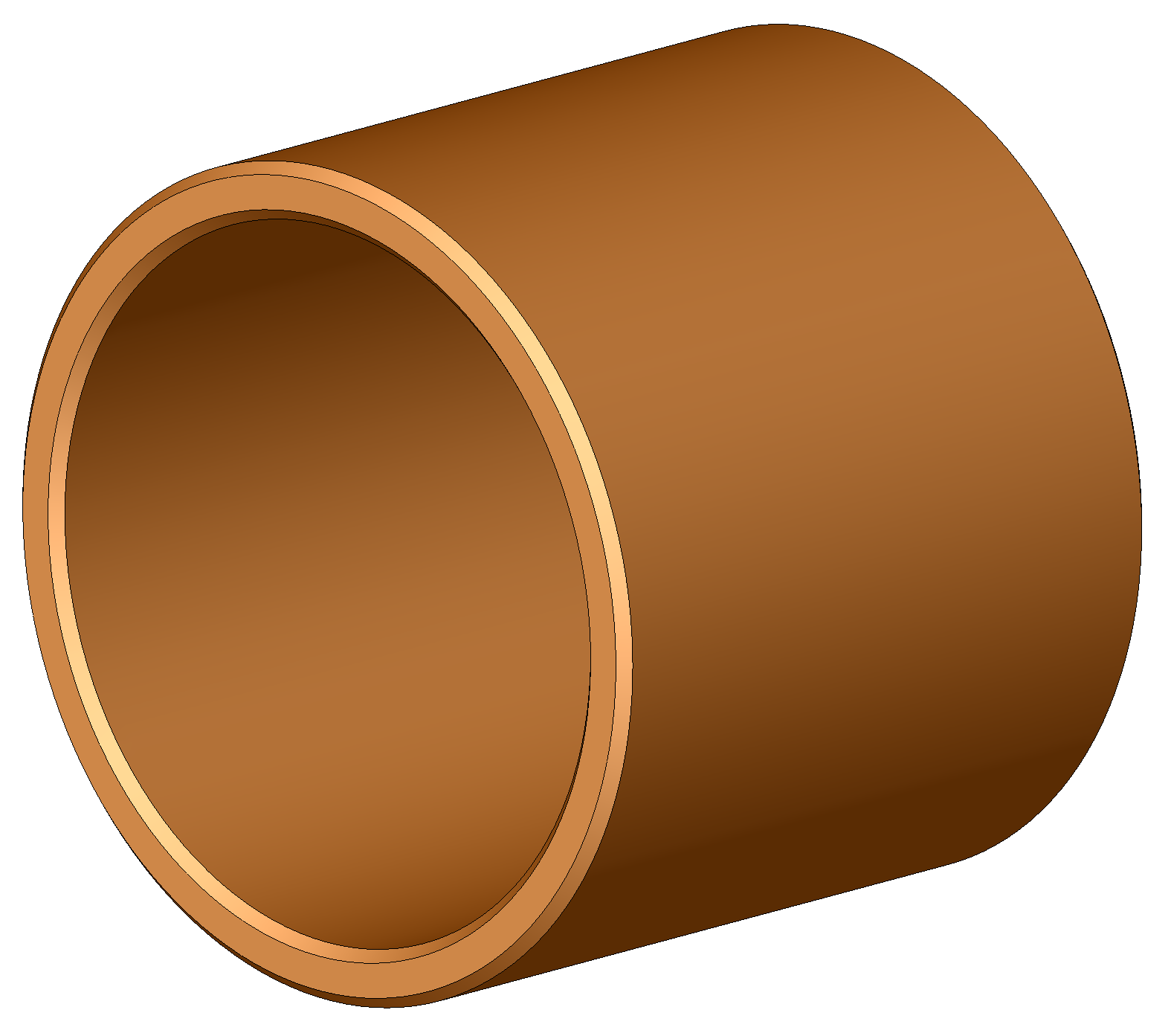
Dolla cilíndrica

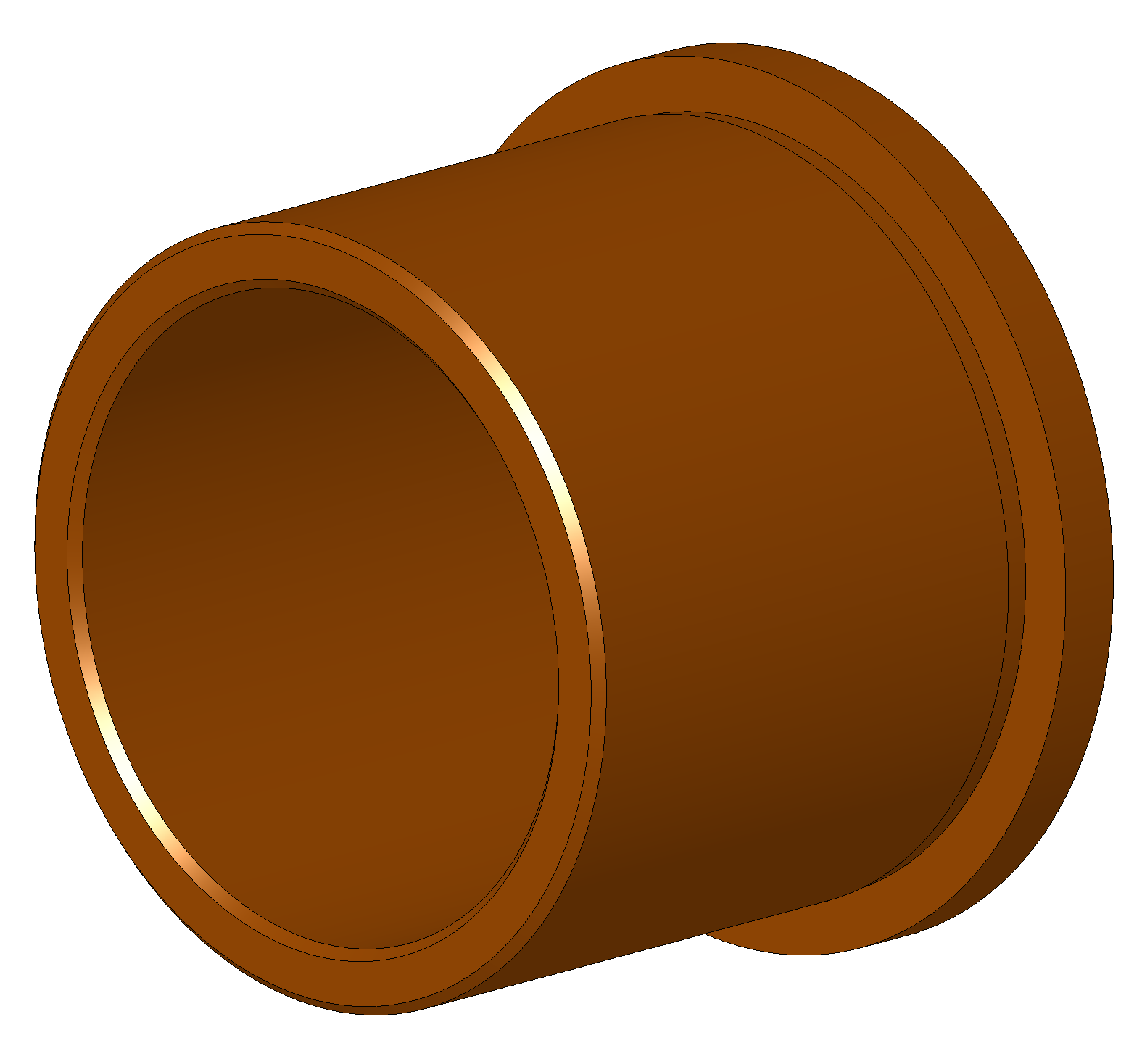
Dolla cilíndrica amb pla de retenció

En Mecànica una dolla és una peça que conté una cavitat, generalment cilíndrica, en un dels extrems, amb la finalitat de poder-hi connectar un altre cos en forma d'eix que s'hi acobli, subjectant-lo.
El verb endollar significa ficar dins la dolla com es pot desprendre del mateix verb separant-ne el prefix (en-dollar).
Darrerament s'ha popularitzat el mot anglès hub, equivalent a connector o dolla, referit a un nus de comunicacions amb base d'operacions, per analogia amb l'element central d'una roda de carro o bicicleta, que està vorejada de dolles on s'endollen els radis que connecten el centre amb l'exterior.

## Mots propers

### Doll
Gruix que surt d'una cavitat o dolla.
També, raig que surt d'una font: "De la font, rajava un doll d'aigua com el braç".
Veu potent que surt de la gola: "Tenia un doll de veu".
Doll de la Segarra:guissona,població de la comarca de la Segarra

### Expressió "A doll(s)"
En abundància. (referit al cabal que surt d'una font i altres assimilables): "La gent hi va comparèixer a dolls".

### Endoll (en mecànica)
Part d'un eix o canó que s'acobla dins la dolla.

#### Relació amb l'endoll elèctric
En un sòcol d'endoll elèctric hi sol haver dues dolles (tres si és trifàsic) on s'acoblen els eixos del connector mascle d'un endoll elèctric.